# تراموای نمکی دره سالین

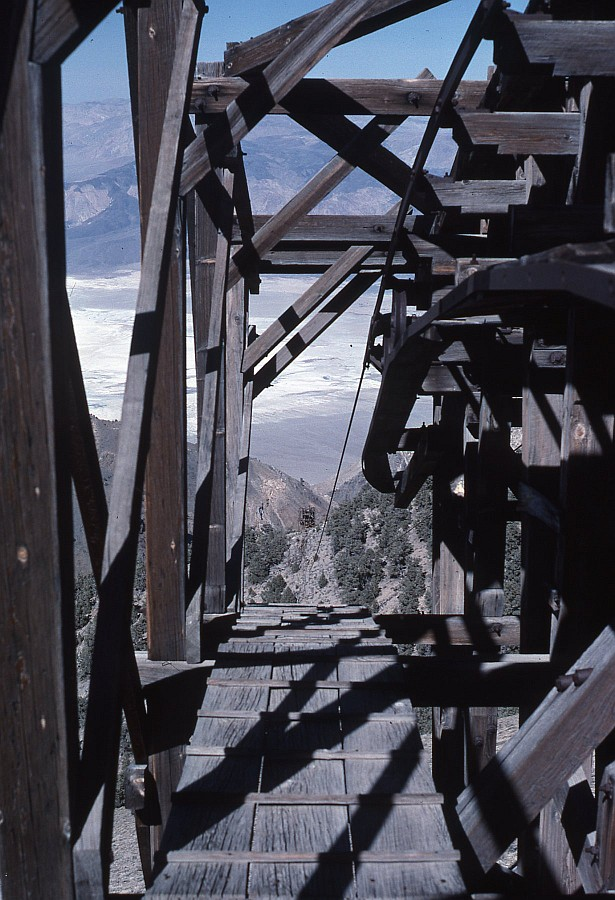

تراموای نمکی دره سالین (به انگلیسی: Saline Valley salt tram) در شهرستان اینیو، کالیفرنیا واقع شده‌است. تله کابین الکتریکی  که از سال ۱۹۱۱ تا ۱۹۱۳ ساخته شد تا نمک را از دره سالین، بر فراز کوه‌های اینیو و به دره اوونز حمل کند. مسافتی معادل ۱۳٫۴ مایل (۲۱٫۶ کیلومتر) را پوشش می‌داد و از سال ۱۹۱۳ تا ۱۹۳۵ به‌طور پراکنده برای چهار شرکت مختلف فعالیت کرد. در طول فعالیت خود، این تراموا شیب دارترین تراموا در ایالات متحده بود.
تراموا برای شرکت نمک دره سالین (SVSC) توسط شرکت آهن ترنتون ساخته شد، اما هزینه‌های ساخت و بهره‌برداری آن برای SVSC بسیار گران بود. عملیات استخراج نمک و تراموا در سال ۱۹۱۵ به شرکت نمک دره اوونز اجاره داده شد تا اینکه در سال ۱۹۱۸ ورشکست شد. در سال ۱۹۲۰، تراموا توسط شرکت آهن ترنتون تصاحب شد و در سال ۱۹۲۸ آن را به شرکت نمک سیرا فروخت. سیرا شرکت نمک آن را دوباره به خدمت گرفت تا اینکه شرکت در سال ۱۹۳۵ ورشکست شد. تراموا در ۳۱ دسامبر ۱۹۷۴ در فهرست ملی اماکن تاریخی ثبت شد.